# Pierce (Wisconsin)
Pierce – miasto w Stanach Zjednoczonych, w stanie Wisconsin, w hrabstwie Kewaunee.